# Compagnie commerciali europee fondate nel XVII secolo
Dal XVI secolo marinai e Stati europei iniziano a fondare delle compagnie commerciali con lo scopo di controllare e gestire i commerci da e per le proprie colonie nelle Americhe e nelle Indie Orientali, ma è nel secolo successivo che la loro importanza aumenta con il fiorire degli scambi transcontinentali e transoceanici.

## Società e compagnie degne di nota
| Società/Compagnia | Paese di fondazione | Data di fondazione | Fondatore                        |
| --- | ------------------- | ------------------ | -------------------------------- |
| Compagnia del Levante (Levant Company)                                                                                                  | Inghilterra         | 1581               | Elisabetta I d'Inghilterra       |
| Compagnia Van Verre (Van Verre Betrijf)                                                                                                 | Province Unite      | 1594               | Nessun dato                      |
| Moucheron Company | Province Unite      | 1597               | Baltazhar di Moucheron           |
| Compagnia del Brabante (Brabant Betrijf)                                                                                                | Province Unite      | 1600               | Isaac Le Maire                   |
| Compagnia Britannica delle Indie Orientali (British East India Company)                                                                 | Inghilterra         | 1600               | Elisabetta I d'Inghilterra       |
| Compagnia Francese dei Mari Orientali (Compagnie Française des Mers Orientales)                                                         | Francia             | 1601               | Nessun dato                      |
| Compagnia Olandese delle Indie Orientali (Vereenigde Oost-Indische Compagnie)                                                           | Province Unite      | 1602               | Governo                          |
| Virginia Company | Inghilterra         | 1606               | Giacomo I d'Inghilterra          |
| Compagnia Australiana (Australisch Bedrijf)                                                                                             | Province Unite      | 1615               | Isaac Le Maire e Willem Schouten |
| Compagnia Danese delle Indie Orientali (Dansk East India Company)                                                                       | Danimarca           | 1616               | Cristiano IV di Danimarca        |
| Compagnia Britannica della Guinea (Guinea Company)                                                                                      | Inghilterra         | 1618               | Nicholas Crisp                   |
| Biemba Company | Inghilterra         | 1618               | Nicholas Crisp                   |
| Compagnia Olandese delle Indie Occidentali (Nederlandse West-Indische Compagnie)                                                        | Province Unite      | 1621               | Governo                          |
| Compagnia di San Cristoforo (Compagnie de Saint-Cristophe)                                                                              | Francia             | 1626               | Cardinale Richelieu              |
| Compagnia Normanna (Compagnie Normande)                                                                                                 | Francia             | 1626               | Cardinale Richelieu              |
| Compagnia della Nuova Francia (Compagnie de la Nouvelle France)                                                                         | Francia             | 1627               | Cardinale Richelieu              |
| Compagnia portoghese delle Indie orientali (Companhia Portuguesa das Índias Orientais)                                                  |                     | 1628               | Cardinale Richelieu              |
| Compagnia di Rouen (Compagnie de Rouen)                                                                                                 | Francia             | 1633               | Charles Ponchet de Brétigny      |
| Compagnia Francese delle Isole Americane (Compagnie Français des Îles Américaines) che prese il posto della Compagnia di San Cristoforo | Francia             | 1635               | Nessun dato                      |
| Compagnia Genovese delle Indie Orientali                                                                                                | Genova              | 1644               | Governo                          |
| Compagnia Svedese d'Africa (Svenskt Företag i Afrika)                                                                                   | Svezia              | 1647               | Laurens de Geer                  |
| Compagnia Svedese per il Commercio del Catrame (Swedish Tar Trading Company)                                                            | Svezia              | 1648               | Johan lilliecrantz               |
| Compagnia Danese delle Indie Occidentali e Orientali (Dansk Vest- og Østindisk Kompagni)                                                | Danimarca           | 1657               | Nessun dato                      |
| Compagnia Francese di Capo Verde e del Senegal (Compagnie Française du Cap-Vert et du Sénégal)                                          | Francia             | 1658               | Cardinale Mazzarino              |
| Compagnia Francese della Cina (Compagnie Française du Chine)                                                                            | Francia             | 1660               | Cardinale Mazzarino              |
| Compagnia degli Avventurieri d'Africa (African Adventurers Company)                                                                     | Inghilterra         | 1661               | Carlo II d'Inghilterra           |
| Compagnia della Francia Equatoriale (Compagnie du France Équatoriale)                                                                   | Francia             | 1663               | Colbert                          |
| Compagnia Francese delle Indie Orientali (Compagnie Française des Indes Orientales)                                                     | Francia             | 1664               | Colbert                          |
| Compagnia Francese delle Indie Occidentali (Compagnie Française des Antilles)                                                           | Francia             | 1664               | Colbert                          |
| Compagnia Francese del Levante (Compagnie Française du Levant) che divenne Compagnia del Mediterraneo                                   | Francia             | 1670               | Colbert                          |
| Compagnia Francese della Baia di Hudson (Compagnie Française de la Baie d'Hudson)                                                       | Francia             | 1670               | Colbert                          |
| Compagnia Britannica della Baia di Hudson (British Hudson Bay Company)                                                                  | Inghilterra         | 1670               | Carlo II d'Inghilterra           |
| Compagnia Danese delle Indie Occidentali e della Guinea (Dansk Vestindien og Guinea-selskab)                                            | Danimarca           | 1671               | Nessun dato                      |
| Compagnia Reale Britannica dell'Africa (Royal African Company)                                                                          | Inghilterra         | 1672               | Giacomo II d'Inghilterra         |
| Compagnia di Francoforte (Frankfurter Gesellschaft)                                                                                     | Sacro Romano Impero | 1680               | Mennoniti                        |
| Compagnia Francese di Santo Domingo (Compagnie Française du Saint Domingue)                                                             | Francia             | 1698               | Luigi XIV di Francia             |
| Compagnia Britannica dei Mari del Sud (British Southern Seas Company)                                                                   | Gran Bretagna       | 1711               | Robert Harley                    |
| Compagnia della Louisiana Francese (Compagnie du Louisiane Française)                                                                   | Francia             | 1712               | Antoine Crozat                   |
| Compagnia Francese del Mississipi (Compagnie Française du Mississippi)                                                                  | Francia             | 1717               | John Law                         |
| Compagnia di Ostenda (Ostende Gesellschaft)                                                                                             | Sacro Romano Impero | 1719               | Carlo VI                         |